# Calytrix
Calytrix es un género con unas 80 especies aceptadas, de las casi 200 descritas de plantas arbustivas, endémicas de Australia, perteneciente a la familia Myrtaceae.

## Especies aceptadas
- Véase: Anexo: Lista de especies aceptadas del género Calytrix (Myrtaceae)

## Sinonimia
- Calythrix Labill., orth. var., 1806
- Lhotskya Schauer, Linnaea 10: 309, 1836
- Calycothrix Meisn., Pl. Vasc. Gen.: 107, 1837
- Trichocalyx Schauer, Monogr. Myrt. Xerocarp.: 86, 1840, nom. illeg.
- Calythropsis C.A.Gardner, J. Roy. Soc. Western Australia 27: 188, 1942.[2]

## Taxonomía
El género ha sido creado por Jacques Julien Houtou de La Billardière y publicado en Novae Hollandiae Plantarum Specimen, vol. 2, pp. 8-9 , tabl. 146 , 1806. La especie tipo es Calytrix tetragona, Labill., 1806
Etimología
- Calytrix: vocablo compuesto por las palabras griegas χάλυξ, cáliz y τρίχός, cabello, pelo, o sea «cáliz con cabellos», por las largas prolongaciones filiformes apicales de los sépalos del cáliz de numerosas especies del género.

## Citología
Como en la mayoría de los géneros de la familia, el número de cromosomas es 2n=22.